# 横浜国際劇場
横浜国際劇場（よこはまこくさいげきじょう）は、日本の神奈川県横浜市中区宮川町にあった劇場。美空ひばりが本格デビューした劇場として知られる。

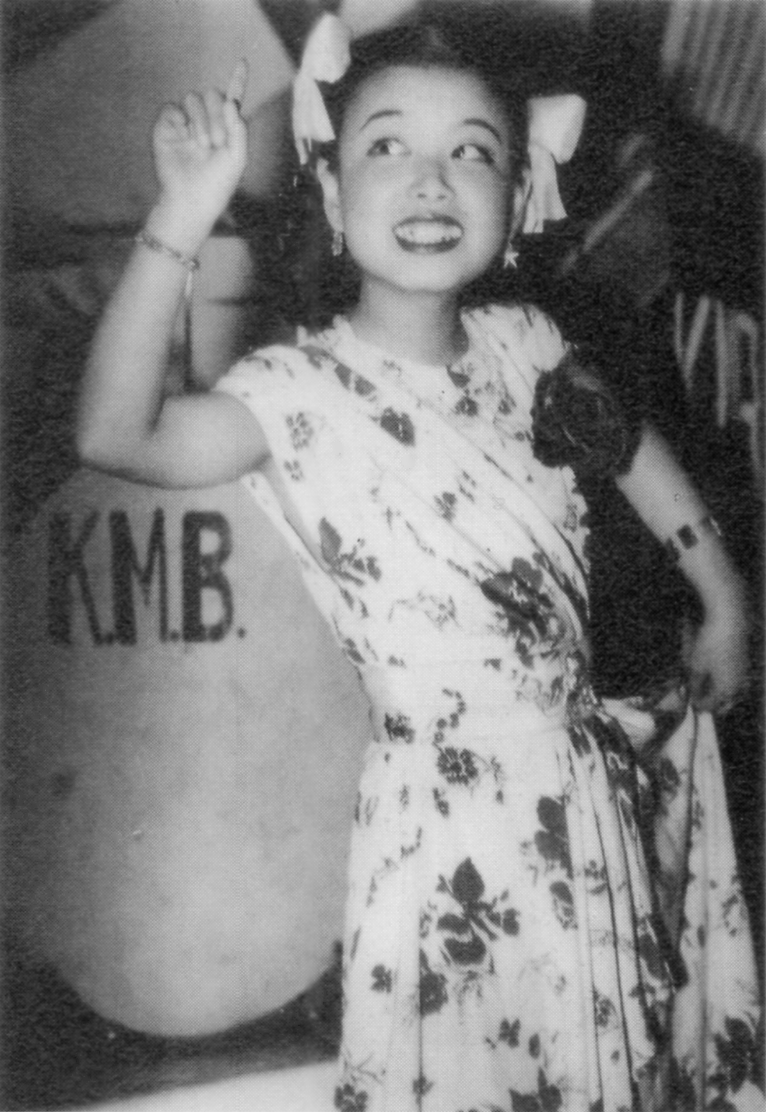
昭和23年 (1948年) 横浜国際劇場に出演したときの美空ひばり

日本映画、演芸、歌謡ショーを公演する劇場として、1947年5月5日に福島通人が支配人となってオープンした。
翌1948年5月1日に開催された横浜国際劇場開館一周年記念特別興行は小唄勝太郎であったが、その前座として登壇し、笠置シヅ子の「セコハン娘」を歌ったのが美空ひばりであった。